# Gliedergürteldystrophie 2K
Die Gliedergürteldystrophie 2K (LGMD2K) ist eine sehr seltene Erkrankung aus der Gruppe der Gliedergürteldystrophien.
Nach der Klassifikation von Online Mendelian Inheritance in Man von 2011 wird die Erkrankung auch als Gliedergürtel-Muskeldystrophie-Dystroglykanopathie Typ C1 (engl. Limb-Girdle Muscular Dystrophy-Dystroglycanopathy Type C1, MDDGC1) bezeichnet.

## Ursache
Die LGMD2K wird durch Mutationen im POMT1-Gen verursacht und autosomal-rezessiv vererbt. POMT1 kodiert für eine Glykosyltransferase. Die Folge ist eine gestörte Glykosylierung von α-Dystroglykan, weshalb die Erkrankung auch zu den Dystroglykanopathien gezählt wird.

## Klinische Erscheinungen
Klinisch ist die Erkrankung durch eine langsam fortschreitende Gliedergürteldystrophie mit leicht verzögerter motorischer Entwicklung, Mikrozephalie ohne strukturelle Fehlbildungen des Gehirns und mentale Retardierung gekennzeichnet. Der Erkrankungsbeginn liegt zwischen dem ersten und dem sechsten Lebensjahr. Bei den bisher wenigen beschriebenen Patienten lag der Intelligenzquotient zwischen 50 und 76.

## Diagnostik
Die Erkrankung kann molekulargenetisch, das heißt durch Nachweis von Mutationen im POMT1-Gen gesichert werden. Die histologische Untersuchung des Muskelgewebes zeigt unspezifische Zeichen einer Muskeldystrophie. Immunhistologisch kann wie bei anderen Dystroglykanopathien eine verminderte Glykosylierung des  α-Dystroglykans nachgewiesen werden. Die Kreatinkinase-Konzentration im Blutserum ist erhöht.

## Abgrenzung
Mutationen im POMT1-Gen können zu einem breiten klinischen Spektrum mit unterschiedlichen Phänotypen führen. Neben der LGMD2K kann es auch zu kongenitalen Muskeldystrophien kommen, deren klinischer Verlauf deutlich schwerer ist. Bei der kongenitale Muskeldystrophie-Dystroglykanopathie mit mentaler Retardierung Typ B1 (MDDGB1) beginnt die Erkrankung bereits kongenital und ist neben einer Gliedergürteldystrophie durch eine deutlicher verzögerte motorische Entwicklung und mentale Retardierung gekennzeichnet. Bei den kongenitalen Muskeldystrophien POMT1-assoziiertes Walker-Warburg-Syndrom und POMT1 assoziierte Muskel-Auge-Gehirnkrankheit sind die Patienten noch schwerer betroffen. Neben kongenitalem Beginn der Muskeldystrophie treten auch schwere Fehlbildungen des Gehirns und der Augen auf.